# Llançà
Llançà (nome ufficiale in catalano, pronuncia Gliansà con gl dolce come in giglio ed s sorda come in servo) e Llansà (in castigliano) è un comune spagnolo di 5 140 abitanti situato nella comunità autonoma della Catalogna nella comarca dell'Alt Empordà
Il centro storico è della cittadina corrisponde all'antico villaggio originario situato ad 1 km dalla costa ed è dominato dalla grande chiesa barocca di Sant Vicenç risalente al XVIII secolo.
Con l'aumento della popolazione e venuta meno la necessità di proteggersi dagli assalti dei saraceni la cittadina si è ampliata verso la costa in direzione del piccolo porto. Attualmente fa parte della Costa Brava (Costa selvaggia). Il territorio comunale comprende circa 7 km di costa con spiagge e calette. L'economia era tradizionalmente fondata su pesca e attività agricole, ma è adesso basata soprattutto sul turismo.

## Storia
La presenza umana nella zona risale all'epoca megalitica, lo testimonia la presenza di dolmen e i ritrovamenti archeologici. Vi furono poi insediamenti di popoli iberici in epoca preromana; in corrispondenza dell'abitato sorgeva l'antica città romana di Deciana fondata nel 218 a.C. presso la via che permetteva l'accesso alla Spagna dal Rossiglione dopo il superamento dei Pirenei. Nell'862 i Normanni distrussero Empúries e i suoi abitanti per timore di incursioni dei pirati si trasferirono a Llançà insediandosi nell'entroterra in una posizione non visibile dal mare. In alcuni documenti dell'epoca e posteriori si fa riferimento da una Vall Lanciana che nel nome ricorda la Deciana romana e che poi divento Llançà. Al 974 risale il primo documento in cui appare citata con il nome attuale.
Nel 1344 Raimondo Berengario, conte di Empuries si rivoltò contro Pietro IV re d'Aragona e imprigionò i nobili sostenitori del monarca rinchiudendoli a Llançà. Il re riuscì a catturare il conte ribelle ma poi cedette alle esortazioni della famiglia e lo perdonò. Intanto continuarono a verificarsi nella zona incursioni dei pirati che durarono fino al XVIII secolo. Nel XVII secolo iniziò la produzione e l'esportazione dell'olio di oliva e del vino e si cominciò a costruire le prime case nella zona del porto. Nel 1691 fu costruita in questa zona la cappella della Mare de Deu al Port e al 1724 risale l'ultimo avvistamento di un vascello di pirati.
Fino al XX secolo nel quartiere del porto abitarono non oltre le 2 000 persone. Nel XIX secolo i vigneti furono attaccati dalla fillossera e questa coltura agricola già fiorente venne abbandonata. Nel 1870 fu piantato l'"Albero della Libertà". Nel 1887 giunse il primo treno e dal 1900 al 1913 si costruì la strada di collegamento con Colera. Dagli anni sessanta del XX secolo ci si orientò decisamente verso un'economia basata sui servizi, in particolare sul turismo.
I monumenti principali sono: la cosiddetta Torre Romana gotica del XIII secolo, il Castello che l'antico abate del Monastero di Sant Pere de Rodes possedeva in città, le già citate cappella della Madonna del Porto del 1692 e la chiesa di San Vincenzo barocca del XVIII secolo. Nei dintorni da segnalare: El Port de la Selva, un piccolo porto ai piedi delle colline, Colera, un antico villaggio, oggi stazione balneare situato in una cala e con più di 500 abitanti con una bella chiesa di stile romanico-lombardo a tre navate, edificata nel secolo XII. Nei dintorni si trovano inoltre due parchi: il Parc Natural del Cap de Creus e il Parc Natural de la Albeira.